# Consonne occlusive injective labiale-vélaire voisée
La consonne occlusive injective labiale-vélaire est un son consonantique existant dans certains dialectes igbo ou en ega. Le symbole dans l'alphabet phonétique international est [ɠɓ], [ɠ͡ɓ] ou [ɠ͜ɓ].

## Caractéristiques
Voici les caractéristiques de la consonne occlusive injective labiale-vélaire :
- Son mode d'articulation est occlusif, ce qui signifie qu'elle est produite en obstruant l’air du chenal vocal.
- Son point d'articulation est labiale-vélaire, ce qui signifie qu'elle est articulée avec les lèvres rapprochées et la partie antérieure de la langue (le dorsum) contre le palais mou (ou velum).
- Sa phonation est voisée, ce qui signifie que les cordes vocales vibrent lors de l’articulation.
- C'est une consonne orale, ce qui signifie que l'air ne s’échappe que par la bouche.
- C'est une consonne centrale, ce qui signifie qu’elle est produite en laissant l'air passer au-dessus du milieu de la langue, plutôt que par les côtés.
- Son mécanisme de courant d'air est ingressif glottal, ce qui signifie qu'elle est articulée grâce à un mouvement de l'air vers l'arrière produit par un abaissement de la glotte.

## En français
Le français ne possède pas le [ɠɓ].

## Dans les autres langues
| Langue | Langue           | Mot      | API        | Signification | Notes                                             |
| ------ | ---------------- | -------- | ---------- | ------------- | ------------------------------------------------- |
| Ega    | Ega              |          | [ùɠ͡ɓò]     | « souris »    |                                                   |
| Biseni | Biseni           | ịmgḅiḍa  | [ĩɠ͡ɓɪɗa]   | « antilope »  |                                                   |
| Igbo   | dialecte central | Gbúó yá. | [ɡ͜ɓúó ꜜjá] | « Tu le ! »   | Correspond à la consonne [ɡ͜b] de l’igbo standard. |
| Mbatto | Mbatto           | àgɓɩ̰̌     | [àɠ͡ɓɪ̃̌]     | « mille »     |                                                   |